# Xerraire dels Nilgiri
El xerraire dels Nilgiri (Montecincla cachinnans) és un ocell de la família dels leiotríquids (Leiothrichidae).

## Hàbitat i distribució
Habita taques forestals i matolls als turons al sud-oest de l'Índia, a les muntanyes Nilgiri, de l'oest de Tamil Nadu.